# Spannkreis
Als Spannkreis (auch Spann-Kreis) werden die Bewunderer von Othmar Spann bezeichnet, wobei es sich um Anhänger seiner wissenschaftlichen Lehren handelt (Universalismus) und um Verfechter seiner politischen Ideen (Ständestaat). Anfangs handelte es sich um akademische Schüler von Spann, wie etwa Walter Heinrich, Hans Riehl oder Jakob Baxa. Später erweiterte sich der Kreis, auch über Österreich hinaus. In Düsseldorf wurde von 1933 bis 1936 ein Institut für Ständewesen betrieben. Nach dem Tode Spanns organisierte sich der Kreis in der Gesellschaft für Ganzheitsforschung.

## Begriffsherkunft
Der Begriff Spannkreis wurde erstmals 1936 in einer internen, von Justus Beyer verfassten Schrift für den Sicherheitsdienst der SS verwendet. Darin werden Mitglieder von vier Gruppen des Kreises aufgelistet, denen Abweichungen vom und auch Gegenpositionen zum nationalsozialistischen Parteiprogramm vorgeworfen wurden. Beyer schrieb in seiner Expertise über das Institut für Ständewesen:
„Anstatt ein Institut nach den Richtlinien des Führers mit Nationalsozialisten aufzubauen, wurde durch den Spannkreis der nationalsozialistischen Bewegung ein Institut unterschoben, dessen Aufgaben von vornherein festlagen und sich mit den Absichten des Führers nicht deckten. Dieses Institut war deshalb nicht in der Lage, ein brauchbares, nationalsozialistisches ständisches Programm auszuarbeiten. Das bedeutete: das Institut, das zum Mittelpunkt des Kampfes gegen die Feinde des Nationalsozialismus in der Wirtschaft hätte werden sollen, wird selbst zum Sammelpunkt gegnerischer Kräfte.“